# Ian Burgess
Ian Burgess (Londres, Inglaterra, Reino Unido; 6 de julio de  1930 – Harrow, Londres, Inglaterra, Reino Unido; 19 de mayo de 2012) fue un piloto de automovilismo británico.

## Biografía
Comenzó su carrera en 1950 compitiendo en un Cooper en la Fórmula 3 británica y en 1951 tuvo una fantástica temporada en la que se incluye una victoria en el circuito de Nürburgring antes de pasar a competir en la Fórmula 2.
Su debut en la Fórmula 1 tuvo lugar el 19 de julio de 1958. Nunca consiguió puntuar.
Falleció en Harrow a los 81 años de edad.

## Resultados

### Fórmula 1
| Año  | Escudería              | 1   | 2       | 3       | 4       | 5       | 6       | 7       | 8      | 9   | 10      | 11  | Pos. | Puntos |
| ---- | ---------------------- | --- | ------- | ------- | ------- | ------- | ------- | ------- | ------ | --- | ------- | --- | ---- | ------ |
| 1958 | Cooper Car Company     | ARG | MON     | NED     | 500     | BEL     | FRA     | GBR Ret |        |     |         |     | NC   | 0      |
| 1958 | High Efficiency Motors |     |         |         |         |         |         |         | GER 7  | POR | ITA     | MAR | NC   | 0      |
| 1959 | Scuderia Centro Sud    | MON | 500     | NED     | FRA Ret | GBR Ret | GER 6   | POR     | ITA 14 | USA |         |     | NC   | 0      |
| 1960 | Scuderia Centro Sud    | ARG | MON DNQ | 500     | NED     | BEL     | FRA 10  | GBR Ret | POR    | ITA | USA Ret |     | NC   | 0      |
| 1961 | Camoradi International | MON | NED DNS | BEL DNS | FRA 14  | GBR 14  | GER 12  | ITA     | USA    |     |         |     | NC   | 0      |
| 1962 | Anglo American Equipe  | NED | MON     | BEL     | FRA     | GBR 12  | GER 11  | ITA DNQ | USA    | RSA |         |     | NC   | 0      |
| 1963 | Scirocco-Powell        | MON | BEL     | NED     | FRA     | GBR Ret | GER Ret | ITA     | USA    | MEX | RSA     |     | NC   | 0      |

- [2][3]